# Playa de A Punta
La Playa de La Punta (también conocida como playa del Areiño) está situada en la parroquia de Teis, en el municipio gallego de Vigo. Es una de las playas de Vigo que cuenta con Bandera Azul.

## Características
Playa semiurbana, de la parroquia de Teis, localizada al norte del Monte de la Guía, con unos 50 metros de longitud, compuesta por cantos y arenas. Las bajamares dejan al descubierto un gran banco arenoso que según las mareas cubre en su totalidad. Lugar muy frecuentado por los habitantes de la ciudad con un gran paseo marítimo iluminado y desde donde se contemplan vistas de la Ría de Vigo.

## Servicios
Servicios de limpieza y vigilancia, duchas, rampas de acceso, fuentes de agua potable, chiringuito.

## Accesos
Acceso rodado siguiendo la avenida de Galicia de Vigo, que sale de la ciudad con dirección noreste, tomar a la izquierda la avenida de la Marina Española hasta llegar a los edificios de la antigua Escuela Militar de la Armada, desde este punto seguir la carretera que se dirige, por la orilla del mar, hacia poniente. Acceso a la arena por rampas. Pequeño aparcamiento. El autobús urbano de Vitrasa que presta servicios a esta playa es la línea L-17.

## Otros
Paseo marítimo equipado e iluminado. Club de Remo Virgen de la Guía.